# LG GS290
LG GS290 Cookie Fresh — сенсорний телефон компанії LG Electronics, орієнтований на соціальні мережі. Дата випуску — 2010 рік.
Компанія-виробник позиціонує цей телефон як наступника LG KP500, першої моделі в лінійці Cookie. 

## Короткий опис
LG Cookie Fresh виконаний у класичному корпусі та оснащений великим 3-дюймовим сенсорним дисплеєм, за допомогою якого можна управляти телефоном. Екран резистивний, тому він однаково добре обробляє будь-який дотик, у тому числі стилусом або пальцем.  Для оформлення меню можна використовувати до 18 кольорів.
У LG GS290 встановлений оновлений інтерфейс A-Class. Він підтримує три Робочих столи, переключатися між якими можна, «перегортаючи» екрани, але на відміну від більш ранньої версії, яка встановлена, наприклад у LG GD510, переміщення між екранами тут повністю анімоване. 
Однією з особливостей цього телефона є також його орієнтація на інтернет та соціальні мережі. Для спілкування у соціальних мережах у GS290 встановлено спеціальну програму SNS, яка допомагає керувати кількома обліковими записами й отримувати оновлення в реальному часі з сайтів соціальних мереж: спілкуватися у Мережі, дізнаватися про статус своїх друзів, залишати коментарі або оновлювати власні сторінки. Крім того, у меню телефона й на екрані «Віджети» розташовано ярлики швидкого доступу до Facebook, Twitter, «Однокласники» і «Вконтакті». Також доступні сервіси «Яндекс»: «Пошук», «Погода», «Новини», «Я. Онлайн» та «Яндекс. Карти».
Телефон оснащений 3,5-мм аудіороз'ємом, за допомогою якого можна слухати музику через навушники інших виробників і 2-мегапіксельною камерою з автофокусом. Спеціальні мультимедійні додатки Muvee Studio і Video Editor дозволяють редагувати фотографії та відеоролики, а також додавати ефекти і музичний супровід. Функція «Панель для малювання» дозволяє створювати нагадування, редагувати і зберігати захоплені зображення й фонові картинки або відправляти їх по MMS та e-mail. Доступні також функція рукописного введення і можливість малювати на дисплеї телефону за допомогою пальців.

## Технічні характеристики
| Технічні характеристики                  | Технічні характеристики                                                           |
| ---------------------------------------- | --------------------------------------------------------------------------------- |
| Частотний диапазон                       | Мережі GSM 850/900/1800/1900                                                      |
| Розмір                                   | 108х53х12,5 мм                                                                    |
| Вага з акумулятором                      | 97 г                                                                              |
| Ємність стандартного акумулятора         | 900 мАг                                                                           |
| Дисплей                                  | 3 дюйми, TFT, роздільна здатність 240x400, 262 тис.кольорів                       |
| Камера                                   | 2 Мп, фіксирований фокус                                                          |
| Запис відео                              | так                                                                               |
| Вбудована пам'ять                        | 32 МБ                                                                             |
| Зовнішня пам'ять                         | MicroSD, до 16 ГБ                                                                 |
| Повідомлення та комунікаційні можливості |                                                                                   |
| Підтримка SMS                            | так                                                                               |
| Підтримка MMS                            | так                                                                               |
| Підтримка E-mail                         | так                                                                               |
| WAP                                      | 2.0                                                                               |
| GPRS                                     | так                                                                               |
| EDGE                                     | так                                                                               |
| USB                                      | так                                                                               |
| Bluetooth                                | 2.1+EDR                                                                           |
| Інші функції                             |                                                                                   |
| Вбудована телефонна книга                | 1000 контактів                                                                    |
| Ідентифікація абонента за фотографією    | так                                                                               |
| Органайзер                               | так                                                                               |
| Будильник                                | так                                                                               |
| Калькулятор                              | так                                                                               |
| Конвертор величин                        | так                                                                               |
| Світовий час                             | так                                                                               |
| Диктофон                                 | так                                                                               |
| Секундомір                               | так                                                                               |
| Синхронізація з ПК                       | так                                                                               |
| Функция з'ємного диска                   | так                                                                               |
| Вібродзвінок                             | так                                                                               |
| Гучний зв'язок                           | так                                                                               |
| Вбудовані ігри                           | так                                                                               |
| Підтримка JAVA                           | так                                                                               |
| Абонентські групи                        | так                                                                               |
| Вбудований аудіо плеєр                   | так (MP3, AAC, AAC+, WMA)                                                         |
| Вбудований відео плеєр                   | MPEG4, H.263                                                                      |
| Еквалайзер                               | так                                                                               |
| FM-радіо                                 | з функцією RDS, можливість запису «на льоту», прослуховування радіо без гарнітури |